# Boeing KC-46
KC-46 Pegasus —  американский  самолёт-заправщик и стратегический транспортный самолёт, разработан компанией Boeing на базе авиалайнера Boeing 767-200ER. В феврале 2011 года самолёт был выбран ВВС США для замены устаревших KC-135 Stratotanker.

## Программа KC-X
В 2006 году ВВС опубликовали приглашение к тендеру на поставку новых самолётов-заправщиков, который должен был закончиться в 2007 году. В январе 2007 года требования к самолётам обновились и было объявлено, что в результате тендера победитель получит контракт на замену всего парка KC-135 fleet. EADS совместно с Northrop Grumman снова предложил на конкурс модель Airbus A330 MRTT под обозначением KC-30. Соперником снова стал Boeing KC-767, который в силу меньших размеров вмещает на 20 % меньше топлива и груза, но является более дешёвым. Northrop и EADS объявили о планах сборки самолётов на новом заводе в Мобиле, где будут строиться грузовые модификации A330.
29 февраля 2008 года ВВС объявили о том, что для замены KC-135 был выбран KC-30, получивший обозначение KC-45A.
18 июня 2008 года Счётная Палата США поддержала протест компании Boeing против присуждения контракта компаниям Northrop Grumman и EADS. Такое решение привело к необходимости для ВВС полностью повторить процедуру торгов.
24 сентября 2009 года ВВС США начали новый тендер с более ясными критериями выбора победителя. 8 марта 2010 года Northrop Grumman отозвал свою заявку и объявил, что новые критерии заранее отдают предпочтение предложению Boeing. 20 апреля 2010 года EADS объявила, что будет участвовать в тендере самостоятельно с моделью KC-45 и по-прежнему предлагает производить сборку самолётов на своём заводе в Мобиле. 24 февраля 2011 года ВВС объявили, что контракт на 35 миллиардов долларов был присуждён Boeing. Заместитель министра обороны США заявил, что Boeing стал «явным победителем» по формуле тендера, учитывающей цену предложений, подготовленность самолётов к военным действиям и стоимость эксплуатации на ближайшие 40 лет.
10 февраля 2011 г. EADS и Boeing подали окончательные заявки на поставку заправщиков KC-X. 24 февраля 2011 г. ВВС объявили о победе машины Boeing.
ВВС США назвали четыре причины, по которым была выбрана модель KC-46, а не Airbus A330 MRTT:
- «Большие размеры KC-330 не дают соответствующего увеличения запаса отдаваемого топлива»;
- KC-330 «…имеет больше факторов технологического риска инноваций и менее выгодные финансовые условия.»;
- «Размер площадки под KC-330 на 81 % больше, чем для KC-135E, в то время как площадка под Boeing 767 лишь на 29 %.»
- KC-330 требует «…больших вложений в инфраструктуру и значительно снижает возможности по развёртыванию на мировом театре военных действий».

Кроме того, KC-767 имеет ручное управление гидравлической системой управления самолётом[прояснить] с неограниченным диапазоном режимов полёта[прояснить].
В декабре 2013 года корпорацией Boeing в Эверетте была завершена сборка первого планера транспортного самолёта B-767-2C (заводской номер «VH001»), который был позднее использован для строительства заправщика KC-46A. 
В начале 2014 года командование ВВС США присвоило этому новому самолету название Pegasus.
К 2021 году KC-46 уже обошелся изготовителю в 9,5 млрд долларов, но пока не может нормально выполнять свою главную функцию, в связи с чем его поставки в ВВС США отложены минимум до 2024 года.

## Эксплуатанты
США
- ВВС США

## Технические характеристики
Источник USAF KC-46A, Boeing KC-767, Boeing 767-200ER
Основные характеристики
- Экипаж: 3 (2 пилота, 1 оператор дозаправки)
- Пассажиры: 114 пассажиров, 18 поддонов 463L либо 58 раненых (24 мест для носилок, 34 ходячих)
- Полезная нагрузка: 29500 kg ()
- Длина: 50,5 м ()
- Размах крыла: 48,1 м ()
- Высота: 15,9 м ()
- Масса пустого: 82377 кг ()
- Масса снаряжённого: 128870 кг ()
- Максимальная взлётная масса: 188240 кг ()
- Двигательная установка: 2× Pratt & Whitney PW4062 , 282 кН () каждый
- Запас топлива: 96297 кг 
Топлива для отдачи: 94198 кг

 Лётные характеристики 
- Максимальная скорость: 915 км/ч
- Крейсерская скорость: 851 км/ч
- Практическая дальность: 12200 км ()
- Практический потолок: 12200 м ()

## Похожие самолёты
- EADS/Northrop Grumman KC-45
- Airbus A310 MRTT
- Airbus A330 MRTT
- Boeing KC-135 Stratotanker
- McDonnell Douglas KC-10 Extender